# Elisabeth Vahekehu
Elisabeth Vahekehu, Vaekehu, Vahekhu eller Vahekehu, född 1823, död 1901, var regerande drottning, eller hövding, på ön Nuku Hiva bland Marquesasöarna från 1863 till 1901. 
Hon var dotter till Temaunui och Paetini och gifte sig med Charles Temoana (1821-1863), som 1842 efterträdde sin mor drottning Loi Vakamoa II, som hövding eller kung på ön Nuku Hiva bland Marquesasöarna. Hennes make under tecknade år 1842 det fördrag som anslöt ön till Franska Polynesien, men han behöll sin sällning som monark. När maken avled i en svår epidemi av smittkoppor år 1863 efterträdde hon honom som öns monark och hövding. Hon regerade under fransk överhöghet och fick ett underhåll från franska staten.  